# فرودگاه مانا آیلند
فرودگاه مانا آیلند (به انگلیسی: Mana Island Airport) یک فرودگاه همگانی با کد یاتا MNF است . این فرودگاه در کشور فیجی قرار دارد .

## شرکت‌های هواپیمایی و مقصدهای پروازی
| شرکت‌های هواپیمایی | مقصدهای پروازی |
| ----------------- | -------------- |
| پسفیک آیلند ایر   | نادی           |